# Élections municipales de 2017 dans Les Maskoutains
Pour un article plus général, voir Élections municipales de 2017 en Montérégie.
Cet article concerne les élections municipales de 2017 en Montérégie dans la municipalité régionale de comté des Maskoutains.

## La Présentation
| Candidats pour la mairie | Vote            | %               |
| ------------------------ | --------------- | --------------- |
| Claude Roger (Sortant)   | Sans opposition | Sans opposition |

| Candidats conseiller #1           | Vote            | %               |
| --------------------------------- | --------------- | --------------- |
| Georges-Étienne Bernard (Sortant) | Sans opposition | Sans opposition |

| Candidats conseiller #2   | Vote            | %               |
| ------------------------- | --------------- | --------------- |
| Mélanie Simard (Sortante) | Sans opposition | Sans opposition |

| Candidats conseiller #3 | Vote            | %               |
| ----------------------- | --------------- | --------------- |
| Martin Nichols          | Sans opposition | Sans opposition |

| Candidats conseiller #4   | Vote            | %               |
| ------------------------- | --------------- | --------------- |
| Rosaire Phaneuf (Sortant) | Sans opposition | Sans opposition |

| Candidats conseiller #5 | Vote | %     |
| ----------------------- | ---- | ----- |
| Louise Arpin            | 460  | 59,97 |
| Simon Courtemanche      | 307  | 40,03 |

| Candidats conseiller #6  | Vote            | %               |
| ------------------------ | --------------- | --------------- |
| Martin Bazinet (Sortant) | Sans opposition | Sans opposition |

- Démission de Martin Bazinet, conseiller #6, en 16 janvier 2019[1].
- Jean Provost devient conseiller #6 en cours de mandat.

## Saint-Barnabé-Sud
| Candidats pour la mairie | Vote            | %               |
| ------------------------ | --------------- | --------------- |
| Alain Jobin (Sortant)    | Sans opposition | Sans opposition |

| Candidats conseiller #1   | Vote            | %               |
| ------------------------- | --------------- | --------------- |
| Marcel Therrien (Sortant) | Sans opposition | Sans opposition |

| Candidats conseiller #2 | Vote | % |
| ----------------------- | ---- | - |
| Aucune candidature      |      |   |

| Candidats conseiller #3 | Vote | % |
| ----------------------- | ---- | - |
| Aucune candidature      |      |   |

| Candidats conseiller #4      | Vote            | %               |
| ---------------------------- | --------------- | --------------- |
| Dominique Lussier (Sortante) | Sans opposition | Sans opposition |

| Candidats conseiller #5          | Vote            | %               |
| -------------------------------- | --------------- | --------------- |
| Jean-Sébastien Savaria (Sortant) | Sans opposition | Sans opposition |

| Candidats conseiller #1 | Vote            | %               |
| ----------------------- | --------------- | --------------- |
| Yves Guérette (Sortant) | Sans opposition | Sans opposition |

- Marianne Comeau et Roger Cloutier siègent respectivement conseiller #2 et #3[2].

## Saint-Bernard-de-Michaudville
| Candidats pour la mairie  | Vote            | %               |
| ------------------------- | --------------- | --------------- |
| Francine Morin (Sortante) | Sans opposition | Sans opposition |

| Candidats conseiller #1  | Vote            | %               |
| ------------------------ | --------------- | --------------- |
| Mario Jussaume (Sortant) | Sans opposition | Sans opposition |

| Candidats conseiller #2    | Vote            | %               |
| -------------------------- | --------------- | --------------- |
| Marie Eve Leduc (Sortante) | Sans opposition | Sans opposition |

| Candidats conseiller #3 | Vote            | %               |
| ----------------------- | --------------- | --------------- |
| Éric Delage (Sortant)   | Sans opposition | Sans opposition |

| Candidats conseiller #4 | Vote            | %               |
| ----------------------- | --------------- | --------------- |
| Isabelle Hébert         | Sans opposition | Sans opposition |

| Candidats conseiller #5    | Vote            | %               |
| -------------------------- | --------------- | --------------- |
| Emmanuelle Bagg (Sortante) | Sans opposition | Sans opposition |

| Candidats conseiller #6 | Vote            | %               |
| ----------------------- | --------------- | --------------- |
| Guy Robert (Sortant)    | Sans opposition | Sans opposition |

- Élection partielle au poste de conseiller #3 le 21 octobre 2018[3].
  - Élection organisée en raison de la démission du conseiller Éric Delage le 4 juin 2018[4].
  - Jean-Pierre Chandonnet devient conseiller #3 en novembre 2018[5].

- Démission de Marie-Ève Leduc du poste de conseiller #2 en cours de mandat.
  - Élection par acclamation de Vanessa Lemoine le 20 septembre 2019[6].

| Candidats conseiller #2 | Vote            | %               |
| ----------------------- | --------------- | --------------- |
| Vanessa Lemoine         | Sans opposition | Sans opposition |

## Saint-Damase
| Candidats pour la mairie   | Vote            | %               |
| -------------------------- | --------------- | --------------- |
| Christian Martin (Sortant) | Sans opposition | Sans opposition |

| Candidats district du Clocher (1) | Vote            | %               |
| --------------------------------- | --------------- | --------------- |
| Alain Robert (Sortant)            | Sans opposition | Sans opposition |

| Candidats district des Parcs (2) | Vote            | %               |
| -------------------------------- | --------------- | --------------- |
| Ghislaine Lussier (Sortante)     | Sans opposition | Sans opposition |

| Candidats district de la Mairie (3) | Vote            | %               |
| ----------------------------------- | --------------- | --------------- |
| Yves Monast (Sortant)               | Sans opposition | Sans opposition |

| Candidats district de la Montagne (4) | Vote            | %               |
| ------------------------------------- | --------------- | --------------- |
| Gaétan Jodoin (Sortant)               | Sans opposition | Sans opposition |

| Candidats district des Horizons verts (5) | Vote            | %               |
| ----------------------------------------- | --------------- | --------------- |
| Yvon Laflamme (Sortant)                   | Sans opposition | Sans opposition |

| Candidats district de la Yamaska (6) | Vote            | %               |
| ------------------------------------ | --------------- | --------------- |
| Claude Gaucher (Sortant)             | Sans opposition | Sans opposition |

## Saint-Dominique
| Candidats pour la mairie | Vote            | %               |
| ------------------------ | --------------- | --------------- |
| Robert Houle (Sortant)   | Sans opposition | Sans opposition |

| Candidats district Secteur ouest | Vote            | %               |
| -------------------------------- | --------------- | --------------- |
| Hugo Mc Dermott (Sortant)        | Sans opposition | Sans opposition |

| Candidats district Secteur Rang 7 | Vote | %     |
| --------------------------------- | ---- | ----- |
| Stéphanie Lambert                 | 79   | 84,95 |
| Jean-Noël Saint-Pierre            | 14   | 15,05 |

| Candidats district Secteur Centre | Vote | %     |
| --------------------------------- | ---- | ----- |
| Marie-Josée Beauregard (Sortante) | 68   | 70,10 |
| Simon Boucher                     | 29   | 29,90 |

| Candidats district Secteur Nord | Vote            | %               |
| ------------------------------- | --------------- | --------------- |
| Jean-François Morin (Sortant)   | Sans opposition | Sans opposition |

| Candidats district Secteur noyau villageois | Vote | %     |
| ------------------------------------------- | ---- | ----- |
| Lise Bachand (Sortante)                     | 56   | 60,87 |
| Manon Brunelle                              | 19   | 20,65 |
| Claude Bachand                              | 17   | 18,48 |

| Candidats district Rang 9, Plage-au-Sable et Brûlé | Vote            | %               |
| -------------------------------------------------- | --------------- | --------------- |
| Vincent Perron (Sortant)                           | Sans opposition | Sans opposition |

## Saint-Hugues
| Candidats pour la mairie   | Vote            | %               |
| -------------------------- | --------------- | --------------- |
| Richard Veilleux (Sortant) | Sans opposition | Sans opposition |

| Candidats conseiller #1                   | Vote            | %               |
| ----------------------------------------- | --------------- | --------------- |
| Simon Valcourt (Sortant d'un autre poste) | Sans opposition | Sans opposition |

| Candidats conseiller #2 | Vote            | %               |
| ----------------------- | --------------- | --------------- |
| René Martin (Sortant)   | Sans opposition | Sans opposition |

| Candidats conseiller #3 | Vote            | %               |
| ----------------------- | --------------- | --------------- |
| Audrey Lussier          | Sans opposition | Sans opposition |

| Candidats conseiller #4  | Vote | %     |
| ------------------------ | ---- | ----- |
| Thomas Fortier Pesant    | 291  | 71,15 |
| Michel Bastien (Sortant) | 118  | 28,85 |

| Candidats conseiller #5   | Vote            | %               |
| ------------------------- | --------------- | --------------- |
| Ginette Daviau (Sortante) | Sans opposition | Sans opposition |

| Candidats conseiller #6   | Vote            | %               |
| ------------------------- | --------------- | --------------- |
| Michaël Bernier (Sortant) | Sans opposition | Sans opposition |

## Saint-Hyacinthe
| Candidats pour la mairie       | Vote  | %     |
| ------------------------------ | ----- | ----- |
| Claude Corbeil (Sortant)       | 9 182 | 59,37 |
| Chantal Goulet                 | 6 284 | 40,63 |
| Taux de participation : 36,5 % |       |       |

| Candidats district Sainte-Rosalie (1) | Vote  | %     |
| ------------------------------------- | ----- | ----- |
| Donald Côté (Sortant)                 | 1 003 | 67,72 |
| André Fournier                        | 478   | 32,28 |

| Candidats district Yamaska (2) | Vote  | %     |
| ------------------------------ | ----- | ----- |
| Pierre Thériault               | 1 033 | 57,74 |
| Éric Deslauriers               | 756   | 42,26 |

| Candidats district Saint-Joseph (3) | Vote | %     |
| ----------------------------------- | ---- | ----- |
| Stéphanie Messier                   | 690  | 44,63 |
| Patrick Cordeau                     | 663  | 42,88 |
| Karine Payant                       | 193  | 12,48 |

| Candidats district La Providence (4) | Vote  | %     |
| ------------------------------------ | ----- | ----- |
| Bernard Barré (Sortant)              | 1 213 | 74,92 |
| Sylvie Norris                        | 406   | 25,08 |

| Candidats district Douville (5) | Vote  | %     |
| ------------------------------- | ----- | ----- |
| André Beauregard (Sortant)      | 1 397 | 81,32 |
| Simon Drapeau                   | 321   | 18,68 |

| Candidats district Saint-Thomas-d'Aquin (6) | Vote | %     |
| ------------------------------------------- | ---- | ----- |
| Linda Roy                                   | 882  | 52,59 |
| Jacques Denis (Sortant)                     | 444  | 26,48 |
| Serge Guertin                               | 351  | 20,93 |

| Candidats district Saint-Sacrement (7) | Vote | %     |
| -------------------------------------- | ---- | ----- |
| Annie Pelletier (Sortante)             | 593  | 52,43 |
| Donald Poirier                         | 418  | 36,96 |
| Jessy Létourneau                       | 120  | 10,61 |

| Candidats district Bois-Joli (8) | Vote | %     |
| -------------------------------- | ---- | ----- |
| Claire Gagné                     | 656  | 48,09 |
| Alain Leclerc (Sortant)          | 553  | 40,54 |
| Frédéric Brillon                 | 155  | 11,36 |

| Candidats district Sacré-Cœur (9) | Vote | %     |
| --------------------------------- | ---- | ----- |
| David Bousquet (Sortant)          | 758  | 72,54 |
| Danielle Pelland                  | 287  | 27,46 |

| Candidats district Cascades (10) | Vote | %     |
| -------------------------------- | ---- | ----- |
| Jeannot Caron                    | 429  | 42,10 |
| Sylvie Adam (Sortante)           | 380  | 37,29 |
| Angelika Gil                     | 210  | 20,61 |

| Candidats district Hertel-Notre-Dame (11) | Vote | %     |
| ----------------------------------------- | ---- | ----- |
| Nicole Dion Audette (Sortante)            | 862  | 73,17 |
| Julie Raiche                              | 316  | 26,83 |

- Décès de la conseillère du district #11, Nicole Dion Audette, des suites du cancer le 10 avril 2020[7].

## Saint-Jude
| Candidats pour la mairie       | Vote | %     |
| ------------------------------ | ---- | ----- |
| Yves de Bellefeuille (Sortant) | 335  | 68,09 |
| Alain Brosseau                 | 157  | 31,91 |
| Taux de participation : 53,1 % |      |       |

| Candidats conseiller #1     | Vote            | %               |
| --------------------------- | --------------- | --------------- |
| Sylvain Lafrenaye (Sortant) | Sans opposition | Sans opposition |

| Candidats conseiller #2     | Vote | %     |
| --------------------------- | ---- | ----- |
| Francis Grégoire            | 331  | 68,25 |
| Michael W. Savard (Sortant) | 154  | 31,75 |

| Candidats conseiller #3 | Vote            | %               |
| ----------------------- | --------------- | --------------- |
| Kim Tétrault (Sortante) | Sans opposition | Sans opposition |

| Candidats conseiller #4 | Vote | %     |
| ----------------------- | ---- | ----- |
| Maxim Bousquet          | 309  | 64,92 |
| Normand Dufault         | 167  | 35,08 |

| Candidats conseiller #5 | Vote | %     |
| ----------------------- | ---- | ----- |
| Marco Beaudry (Sortant) | 254  | 53,03 |
| Marie-Josée Viau        | 139  | 29,02 |
| Simon Lavallée          | 86   | 17,95 |

| Candidats conseiller #6   | Vote            | %               |
| ------------------------- | --------------- | --------------- |
| Annick Corbeil (Sortante) | Sans opposition | Sans opposition |

- Démission de la conseillère #3, Kim Tétrault, en 10 juillet 2018[8].
- Anolise Brault devient conseillère #3 en novembre 2018.

## Saint-Liboire
| Candidats pour la mairie                  | Vote            | %               |
| ----------------------------------------- | --------------- | --------------- |
| Claude Vadnais (Sortant d'un autre poste) | Sans opposition | Sans opposition |

| Candidats conseiller #1 | Vote            | %               |
| ----------------------- | --------------- | --------------- |
| Odile Alain Gendreau    | Sans opposition | Sans opposition |

| Candidats conseiller #2 | Vote | %     |
| ----------------------- | ---- | ----- |
| Jean-François Chagnon   | 470  | 72,09 |
| André Lapierre          | 182  | 27,91 |

| Candidats conseiller #3 | Vote            | %               |
| ----------------------- | --------------- | --------------- |
| Yves Winter (Sortant)   | Sans opposition | Sans opposition |

| Candidats conseiller #4 | Vote | %     |
| ----------------------- | ---- | ----- |
| Yves Taillon            | 350  | 52,79 |
| Sébastien Benoit        | 313  | 47,21 |

| Candidats conseiller #5 | Vote | %     |
| ----------------------- | ---- | ----- |
| Serge Desjardins        | 492  | 73,65 |
| Michael Bazinet         | 176  | 26,35 |

| Candidats conseiller #6    | Vote            | %               |
| -------------------------- | --------------- | --------------- |
| Martine Bachand (Sortante) | Sans opposition | Sans opposition |

- Démission de la conseillère #1, Odile Alain, en juillet 2019[9].
- Marie-Josée Deaudelin devient conseillère #1 entre en octobre 2019.

## Saint-Louis
| Candidats pour la mairie       | Vote | %     |
| ------------------------------ | ---- | ----- |
| Stéphane Bernier (Sortant)     | 251  | 68,39 |
| Jean Sioui                     | 116  | 31,61 |
| Taux de participation : 60,9 % |      |       |

| Candidats conseiller #1   | Vote            | %               |
| ------------------------- | --------------- | --------------- |
| Claude Dalcourt (Sortant) | Sans opposition | Sans opposition |

| Candidats conseiller #2      | Vote            | %               |
| ---------------------------- | --------------- | --------------- |
| Jean-Claude Drolet (Sortant) | Sans opposition | Sans opposition |

| Candidats conseiller #3 | Vote            | %               |
| ----------------------- | --------------- | --------------- |
| Yvon Daigle (Sortant)   | Sans opposition | Sans opposition |

| Candidats conseiller #4 | Vote            | %               |
| ----------------------- | --------------- | --------------- |
| Robert Charron          | Sans opposition | Sans opposition |

| Candidats conseiller #5     | Vote            | %               |
| --------------------------- | --------------- | --------------- |
| Jean-Pierre Arpin (Sortant) | Sans opposition | Sans opposition |

| Candidats conseiller #6 | Vote            | %               |
| ----------------------- | --------------- | --------------- |
| Jacques Mathieu         | Sans opposition | Sans opposition |

## Saint-Marcel-de-Richelieu
| Candidats pour la mairie                    | Vote            | %               |
| ------------------------------------------- | --------------- | --------------- |
| Robert Beauchamp (Sortant d'un autre poste) | Sans opposition | Sans opposition |

| Candidats conseiller #1          | Vote            | %               |
| -------------------------------- | --------------- | --------------- |
| Marguerite Desrosiers (Sortante) | Sans opposition | Sans opposition |

| Candidats conseiller #2 | Vote            | %               |
| ----------------------- | --------------- | --------------- |
| Arthur Ouellet          | Sans opposition | Sans opposition |

| Candidats conseiller #3 | Vote | %     |
| ----------------------- | ---- | ----- |
| Pascal Bernier          | 104  | 55,03 |
| Alexandre Duval         | 85   | 44,97 |

| Candidats conseiller #4           | Vote            | %               |
| --------------------------------- | --------------- | --------------- |
| Karyne Messier Lambert (Sortante) | Sans opposition | Sans opposition |

| Candidats conseiller #5 | Vote            | %               |
| ----------------------- | --------------- | --------------- |
| Gilles Bernier          | Sans opposition | Sans opposition |

| Candidats conseiller #6 | Vote            | %               |
| ----------------------- | --------------- | --------------- |
| Roger Couture (Sortant) | Sans opposition | Sans opposition |

- Démission de la conseillère #4, Karine Messier Lambert, le 13 mars 2020[10].

## Saint-Pie
| Candidats pour la mairie  | Vote            | %               |
| ------------------------- | --------------- | --------------- |
| Mario St-Pierre (Sortant) | Sans opposition | Sans opposition |

| Candidats conseiller #1     | Vote            | %               |
| --------------------------- | --------------- | --------------- |
| Geneviève Hébert (Sortante) | Sans opposition | Sans opposition |

| Candidats conseiller #2 | Vote            | %               |
| ----------------------- | --------------- | --------------- |
| Pierre Blais            | Sans opposition | Sans opposition |

| Candidats conseiller #3 | Vote | %     |
| ----------------------- | ---- | ----- |
| Jean Pinard (Sortant)   | 174  | 65,91 |
| Stéphane Lambert        | 90   | 34,09 |

| Candidats conseiller #4  | Vote            | %               |
| ------------------------ | --------------- | --------------- |
| Sylvie Guévin (Sortante) | Sans opposition | Sans opposition |

| Candidats conseiller #5 | Vote            | %               |
| ----------------------- | --------------- | --------------- |
| Luc Darsigny            | Sans opposition | Sans opposition |

| Candidats conseiller #6 | Vote            | %               |
| ----------------------- | --------------- | --------------- |
| Walter Hofer (Sortant)  | Sans opposition | Sans opposition |

## Saint-Simon
| Candidats pour la mairie               | Vote            | %               |
| -------------------------------------- | --------------- | --------------- |
| Simon Giard (Sortant d'un autre poste) | Sans opposition | Sans opposition |

| Candidats conseiller #1    | Vote            | %               |
| -------------------------- | --------------- | --------------- |
| Patrick Darsigny (Sortant) | Sans opposition | Sans opposition |

| Candidats conseiller #2 | Vote            | %               |
| ----------------------- | --------------- | --------------- |
| David Roux (Sortant)    | Sans opposition | Sans opposition |

| Candidats conseiller #3      | Vote            | %               |
| ---------------------------- | --------------- | --------------- |
| Alexandre Vermette (Sortant) | Sans opposition | Sans opposition |

| Candidats conseiller #4 | Vote            | %               |
| ----------------------- | --------------- | --------------- |
| Angèle Forest           | Sans opposition | Sans opposition |

| Candidats conseiller #5      | Vote            | %               |
| ---------------------------- | --------------- | --------------- |
| Bernard Beauchemin (Sortant) | Sans opposition | Sans opposition |

| Candidats conseiller #6   | Vote            | %               |
| ------------------------- | --------------- | --------------- |
| Réjean Cossette (Sortant) | Sans opposition | Sans opposition |

## Saint-Valérien-de-Milton
| Candidats pour la mairie      | Vote | %     |
| ----------------------------- | ---- | ----- |
| Daniel Paquette               | 389  | 58,76 |
| Raymonde Plamondon (Sortante) | 273  | 41,24 |
| Taux de participation : N/A % |      |       |

| Candidats conseiller #1 | Vote            | %               |
| ----------------------- | --------------- | --------------- |
| Luc Tétreault (Sortant) | Sans opposition | Sans opposition |

| Candidats conseiller #2  | Vote            | %               |
| ------------------------ | --------------- | --------------- |
| Rémi Tétreault (Sortant) | Sans opposition | Sans opposition |

| Candidats conseiller #3 | Vote | %     |
| ----------------------- | ---- | ----- |
| Sophie Côté (Sortant)   | 488  | 73,38 |
| Noëlle Jodoin           | 177  | 26,62 |

| Candidats conseiller #4    | Vote            | %               |
| -------------------------- | --------------- | --------------- |
| Huguette Benoit (Sortante) | Sans opposition | Sans opposition |

| Candidats conseiller #5 | Vote            | %               |
| ----------------------- | --------------- | --------------- |
| Serge Ménard (Sortant)  | Sans opposition | Sans opposition |

| Candidats conseiller #6    | Vote            | %               |
| -------------------------- | --------------- | --------------- |
| Jean-Guy Jacques (Sortant) | Sans opposition | Sans opposition |

- Sylvain Laplante remplace Jean-Guy Jacques à titre de conseiller #6 en cours de mandat.

- Sylvain Laplante quitte son poste de conseiller #6, après avril 2021.

## Sainte-Hélène-de-Bagot
| Candidats pour la mairie       | Vote | %     |
| ------------------------------ | ---- | ----- |
| Stéphan Hébert                 | 396  | 54,10 |
| Robert Chevrier                | 336  | 45,90 |
| Taux de participation : 59,2 % |      |       |

| Candidats conseiller #1 | Vote | %     |
| ----------------------- | ---- | ----- |
| Jonathan Hamel          | 399  | 55,73 |
| Gaétan Plante           | 317  | 44,27 |

| Candidats conseiller #2 | Vote | %     |
| ----------------------- | ---- | ----- |
| Martin Doucet           | 458  | 64,24 |
| Roger Nantel            | 255  | 35,76 |

| Candidats conseiller #3  | Vote            | %               |
| ------------------------ | --------------- | --------------- |
| Réjean Rajotte (Sortant) | Sans opposition | Sans opposition |

| Candidats conseiller #4 | Vote            | %               |
| ----------------------- | --------------- | --------------- |
| Pierre Paré             | Sans opposition | Sans opposition |

| Candidats conseiller #5 | Vote            | %               |
| ----------------------- | --------------- | --------------- |
| Mathieu Daigle          | Sans opposition | Sans opposition |

| Candidats conseiller #6 | Vote            | %               |
| ----------------------- | --------------- | --------------- |
| Francis Grenier         | Sans opposition | Sans opposition |

- Francis Grenier, conseiller #6, quitte son poste en cours de mandat.

## Sainte-Madeleine
| Candidats pour la mairie | Vote            | %               |
| ------------------------ | --------------- | --------------- |
| André Lefebvre (Sortant) | Sans opposition | Sans opposition |

| Candidats conseiller #1 | Vote            | %               |
| ----------------------- | --------------- | --------------- |
| Michel Alliette         | Sans opposition | Sans opposition |

| Candidats conseiller #2   | Vote            | %               |
| ------------------------- | --------------- | --------------- |
| Parise Godbout (Sortante) | Sans opposition | Sans opposition |

| Candidats conseiller #3    | Vote            | %               |
| -------------------------- | --------------- | --------------- |
| Patrick Girouard (Sortant) | Sans opposition | Sans opposition |

| Candidats conseiller #4 | Vote            | %               |
| ----------------------- | --------------- | --------------- |
| Lyne Leblanc (Sortante) | Sans opposition | Sans opposition |

| Candidats conseiller #5 | Vote            | %               |
| ----------------------- | --------------- | --------------- |
| Marie-Hélène Demers     | Sans opposition | Sans opposition |

| Candidats conseiller #6 | Vote            | %               |
| ----------------------- | --------------- | --------------- |
| Éric Quirion (Sortant)  | Sans opposition | Sans opposition |

- Éric Quirion, conseiller #6, quitte son poste en cours de mandat.

## Sainte-Marie-Madeleine
| Partis                         | Partis                        | Candidats pour la mairie                     | Vote | %     |
| ------------------------------ | ----------------------------- | -------------------------------------------- | ---- | ----- |
|                                | Renouveau Ste-Marie-Madeleine | Gilles Carpentier (Sortant d'un autre poste) | 639  | 52,64 |
|                                | Ste-Marie-Madeleine d'abord   | André Mousseau                               | 505  | 41,60 |
|                                | Indépendant                   | Jacqueline Lavigne                           | 70   | 5,77  |
| Taux de participation : 57,1 % |                               |                                              |      |       |

| Partis | Partis                        | Candidats conseiller #1       | Vote | %     |
| ------ | ----------------------------- | ----------------------------- | ---- | ----- |
|        | Renouveau Ste-Marie-Madeleine | Ginette Gauvin                | 725  | 60,42 |
|        | Ste-Marie-Madeleine d'abord   | Chantal Bernatchez (Sortante) | 475  | 29,58 |

| Partis | Partis                        | Candidats conseiller #2                  | Vote | %     |
| ------ | ----------------------------- | ---------------------------------------- | ---- | ----- |
|        | Renouveau Ste-Marie-Madeleine | René Poirier                             | 658  | 55,06 |
|        | Ste-Marie-Madeleine d'abord   | Lise Cadieux (Sortante d'un autre poste) | 537  | 44,94 |

| Partis | Partis                        | Candidats conseiller #3 | Vote | %     |
| ------ | ----------------------------- | ----------------------- | ---- | ----- |
|        | Renouveau Ste-Marie-Madeleine | Bernard Cayer           | 644  | 53,58 |
|        | Ste-Marie-Madeleine d'abord   | Marie-Eve Potvin        | 558  | 46,42 |

| Partis | Partis                        | Candidats conseiller #4                     | Vote | %     |
| ------ | ----------------------------- | ------------------------------------------- | ---- | ----- |
|        | Renouveau Ste-Marie-Madeleine | Jean-Guy Chassé (Sortant d'un autre poste)  | 681  | 56,75 |
|        | Ste-Marie-Madeleine d'abord   | Daniel Choquette (Sortant d'un autre poste) | 519  | 43,25 |

| Partis | Partis                        | Candidats conseiller #5 | Vote | %     |
| ------ | ----------------------------- | ----------------------- | ---- | ----- |
|        | Renouveau Ste-Marie-Madeleine | Pascal Daigneault       | 739  | 61,69 |
|        | Ste-Marie-Madeleine d'abord   | Patrick Toutant         | 459  | 38,31 |

| Partis | Partis                        | Candidats conseiller #6 | Vote | %     |
| ------ | ----------------------------- | ----------------------- | ---- | ----- |
|        | Renouveau Ste-Marie-Madeleine | René-Carl Martin        | 716  | 59,82 |
|        | Ste-Marie-Madeleine d'abord   | Frédéric Phaneuf        | 481  | 40,18 |

- Départ de Pascal Daigneault, conseiller #5, en novembre 2020[11].